# Hippoglossoides dubius
Espèce
Hippoglossoides dubius est une espèce de poissons plats du genre Hippoglossoides qui se retrouve dans le nord-ouest du pacifique entre 10 et 600 m de profondeur.